# Coquillettidia fuscopennata
Coquillettidia fuscopennata är en tvåvingeart som först beskrevs av Theobald 1903.  Coquillettidia fuscopennata ingår i släktet Coquillettidia och familjen stickmyggor. Inga underarter finns listade i Catalogue of Life.